# Lauterstein (Massenbachhausen)
Lauterstein ist eine Wüstung bei Massenbachhausen im Landkreis Heilbronn im nördlichen Baden-Württemberg. Dort befanden sich im hohen Mittelalter eine Burg und ein Frauenkonvent. Der Weiler ist vermutlich gegen Ende des 15. Jahrhunderts abgegangen. Die ungefähre Lage des Ortes markieren die in jüngerer Zeit angelegten Lautersteiner Höfe.

## Geschichte
Erstmals erwähnt wurde Lauterstein neben weiteren Orten der Umgebung im Jahr 1188 als Lutgersteigen in einer Urkunde des Kaisers Friedrich I. Barbarossa zur Ausstattung der Hochzeit seines Sohnes Konrad mit der spanischen Prinzessin Berenguela von Kastilien.  Da diese Ehe nie vollzogen und später für ungültig erklärt wurde, nahm Berenguela Lauterstein nie in Besitz. 1246 wurden anlässlich der Schenkung einer Kirche in Zimmern durch Erkinger von Magenheim an den Zisterzienserorden Schwestern dieses Ordens in Lauterstein erwähnt. Diese Schwestern sollten den neuen Konvent in Zimmern beziehen, der dann jedoch vom Böckinger Kloster Mariental aus besetzt wurde. 1292 veräußerten die Lautersteiner Nonnen einige ihrer dortigen Güter an Schwicker von Bruchsal. 1441 wurde der ganze Weiler verkauft. Daraufhin scheint der Ort abgegangen zu sein. 1581 gab es noch die Markung des Ortes, jedoch bestand dort lediglich noch eine Kelter. Im 19. Jahrhundert wurde nur noch von Siedlungsspuren berichtet. In jüngerer Zeit wurden die Lautersteiner Höfe als Aussiedlerhöfe nahe der einstigen Siedlung errichtet.